# Falésias de Moher

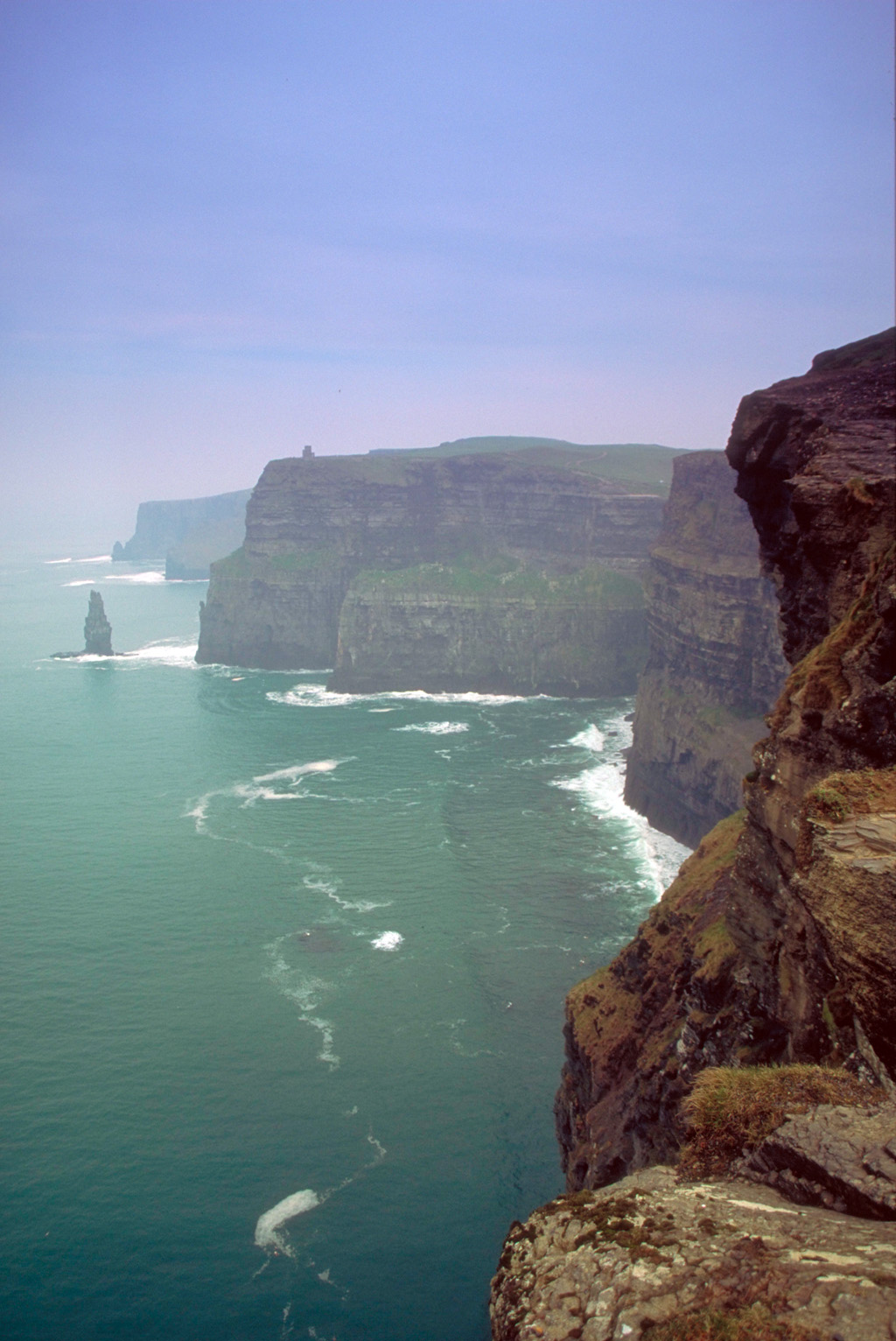
Falésias de Moher. A Torre de O'Brien é visível sobre a falésia.

As Falésias de Moher (em irlandês: Aillte an Mhothair, lit. falésias da ruína, também escrito como Falésias de Mohair) localizam-se na paróquia de Liscannor, no ponto sudoeste da área de Burren, perto de Doolin, localizado no Condado de Clare, Irlanda. O nome deriva de um antigo forte chamado "Mothar", destruído durante as guerras contra Napoleão para a construção de um farol.
As falésias estendem-se 8 km ao longo do Oceano Atlântico e atingem a sua altura máxima de 214 metros ao norte da Torre de O'Brien. A vista das falésias atrai perto de um milhão de visitantes por ano. Num dia limpo, são visíveis as ilhas de Aran na Baía de Galway, tal como os vales e colinas de Connemara.
A Torre de O'Brien é uma torre redonda de pedra que fica aproximadamente no ponto médio das falésias. Foi construída cerca de 1835 por sir Cornelius O'Brien, descendente do rei irlandês Brian Boru, para servir como ponto de observação para turistas vitorianos ou, segundo a lenda, para impressionar visitantes do sexo feminino. Do topo da vigia, é possível ver as ilhas de Aran e a Baía de Galway, as montanhas Maum Turk, os Doze Pins a norte em Connemara, e Loop Head a sul.
As Falésias são um ponto importante de nidificação de aves marinhas na Irlanda e estão incluídas numa Área Especial de Proteção (Special Protection Area) ambiental.